# Issacar
Segons el Gènesi, Issacar (en hebreu יששכר בן-יַעֲקֹב Yiśśâkār ben Yahăqōb) és el novè dels dotze fills de Jacob. La seva mare era Lia. Fou el patriarca de la Tribu d'Issacar, una de les tribus d'Israel.
Un dia, juntament amb els seus germans envejosos de Josep, el vengueren a un mercader d'esclaus ismaelita que anava a Egipte i digueren al seu pare que havia estat mort per una fera.
Quan arribaren temps de sequera, baixà amb els seus germans a Egipte per comprar aliments. Allà es toparen amb el regent del país, qui els confessà que era el seu germà Josep i els perdonà a tots. Aleshores la família s'instal·là a Egipte. Issacar morí a l'edat de 122 anys.
Segons el Gènesi, els seus fills foren Tolà, Puvà, Job i Ximron.
Segons el Llibre de Jasher, Issacar es casà amb Arida i tingué diversos fills:
- Tolà, (del qual van ser comptats en temps de David, vint-i-dos mil sis-cents guerrers valents) que fou pare de:
  - Uzí, pare de:
    - Izrahià, (els descendents del qual sumaven trenta-sis mil homes en temps del Rei David), fou pare de:
      - Micael
      - Obadià
      - Joel
      - Ixià

  - Refaià
  - Jeriel
  - Jahmai
  - Ibsan
  - Xemuel
- Puvà o Puà
- Job o Jaixub
- Ximron